# 홍은채
홍은채(한국 한자: 洪恩採, 2006년 11월 10일 ~ )는 대한민국의 가수이며, 걸그룹 LE SSERAFIM의 멤버이다.

## 학력
- 서울사당초등학교(졸업)
- 인헌중학교(졸업)
- 서울문영여자고등학교(중퇴)

## 방송
- 2023년 KBS2 《뮤직뱅크》 - 진행 (2023년 2월 10일 ~ 2024년 9월 27일)
- 2024년 tvN 《놀라운 토요일》 - 게스트(2024년 2월 24일)

## 수상 목록
- 2023년 KBS 연예대상 베스트 커플상 (with 이채민)
- 2023년 KBS 연예대상 디지털 콘텐츠상